# Matthew Slater
Pour les articles homonymes, voir Slater.
(en) Statistiques sur pro-football-reference
Matthew Wilson Slater, dit Matthew Slater, né le 9 septembre 1985 à Baldwin Park, est un joueur américain de football américain polyvalent qui a évolué pendant seize saisons dans la National Football League (NFL), aux postes de wide receiver, de safety mais surtout en tant que joueur des équipes spéciales au poste de gunner.
Fils de l'offensive tackle Jackie Slater, Matthew Slater est sélectionné en 153e position par la franchise des Patriots de la Nouvelle-Angleterre lors de la draft 2008.
Il y reste toute sa carrière et remporte trois Super Bowls (XLIX, LI, LIIi). Il a été sélectionné à cinq reprises dans la première équipe All-Pro (2011, 2012, 2014, 2016, 2019) et à trois reprises dans la deuxième équipe (2017, 2020, 2021). Avec dix sélections pour le Pro Bowl (2011–2017, 2019–2021), il détient le record de sélections pour un joueur des équipes spéciales.
Il est considéré comme un des meilleurs gunner de l'histoire de la NFL.

## Biographie

### Carrière universitaire
Matthew Slater intègre l'Université de Californie à Los Angeles et s'y spécialise en sciences politiques et en histoire, tout en jouant pour l'équipe de football américain des  Bruins de l'UCLA de 2003 à 2007.
En tant que senior en 2007, Slater dispute13 matchs et réalisé 25 plaquages. Il a également effectué 34 retours de kickoff pour un gain moyen de 29 yards en inscrivant 3 touchdowns. Il s'agit de la meilleure performance à égalité du pays, du record de la Conférence Pac-10 (à égalité, Anthony Davis réalisant la même performance en 1974) et du programme de football américain de l'UCLA. Cette moyenne de 29 yards est la 12e meilleure de l'histoire de la NCAA. Il est sélectionné dans la première équipe de la conférence Pac-10 en tant que kick returner. Les 986 yards gagnées lors de retours de kickoff sur une saison constituaient également le nouveau record du programme de l'UCLA.

### Carrière professionnelle
Sélectionné en 153e position par les Patriots de la Nouvelle-Angleterre lors de la draft 2008 de la NFL, Slater évolue principalement dès sa première saison dans les équipes spéciales. Il retourne des coups de pied et défend quand l'équipe tape des coups de pied. Il évolue également comme joueur réserve au poste de wide receiver.
Lors de la saison 2011, Slater est choisi pour être capitaine des équipes spéciales des Patriots. Il mène la franchise en termes de plaquages de l'équipe spéciale avec 17 plaquages. Contre les Dolphins de Miami, Slater réceptionne une passe de 46 yards de Tom Brady pour inscrire un touchdown. Il est sélectionné au Pro Bowl pour la première fois de sa carrière à la fin de la saison pour son rôle en équipes spéciales. Les Patriots atteignent le Super Bowl XLVI mais échouent contre les Giants de New York sur le score de 21 à 17.
Agent libre, Slater signe un prolongation de contrat de 3 ans avec les Patriots. De nouveau capitaine des équipes spéciales lors de la saison 2012, Slater est également élu en tant que représentant de la franchise auprès de l'association des joueurs. Il est de nouveau sélectionné au Pro Bowl et dans la meilleure équipe de la saison.
En février 2017, Matthew Slater remporte le Bart Starr Award 2016, récompensant son caractère et ses qualités de meneur sur et en dehors des terrains. Son père, Jackie Slater, avait reçu cette récompense en 1996. En février 2022, il remporte le Trophée Art Rooney 2021, récompensant son fair-play et son respect pour ses adversaires.
Le 20 février 2024, Slater annonce sa retraite après 16 années passées dans la ligue, toutes avec la franchise des Patriots.